# Korea Rail Network Authority
 (décembre 2021).
Si vous disposez d'ouvrages ou d'articles de référence ou si vous connaissez des sites web de qualité traitant du thème abordé ici, merci de compléter l'article en donnant les références utiles à sa vérifiabilité et en les liant à la section « Notes et références ».
La Korea National Railway est une société de construction et de gestion de chemins de fer qui a siège en Corée du Sud. Elle est issue de la fusion de la KNR Construction Headquarters et de la Korean Express Railroad Construction Corporation. Son principal client est Korail.

## Histoire
Au début des années 2000, le gouvernement sud-coréen a décidé de diviser le réseau ferroviaire national en plusieurs entreprises distinctes pour les opérations et la construction. Par conséquent, la Compagnie nationale des chemins de fer coréens a été scindée en Korail (fondée en janvier 2004) et l'Autorité du réseau ferroviaire coréen (créée en janvier 2005 et renommée en Korea National Railway en septembre 2020). La première gère les opérations ferroviaires, tandis que la seconde entretient l'infrastructure ferroviaire. Ce changement visait notamment à promouvoir le libre accès au système ferroviaire coréen ; Korail jouant le rôle d'opérateur principal,,.
L'organisation est responsable de la gestion de toutes les infrastructures ferroviaires en Corée du Sud, y compris le développement des gares ferroviaires. Ces activités sont encadrées par diverses politiques ferroviaires, allocations budgétaires et normes de sécurité. L'une de ses missions les plus visibles est la supervision de tous les projets de construction ferroviaire,. Korea National Railway travaille en étroite collaboration avec des opérateurs ferroviaires tels que Korail. En 2018, l'organisation disposait d'un budget annuel de 8 milliards d'USD, gérait des actifs d'une valeur combinée de 100 milliards d'USD et employait 2 194 personnes.
D'autres réformes ferroviaires et des efforts pour encourager la présence d'entreprises ferroviaires privées sur le réseau coréen ont eu lieu dans les années 2010. En 2012, le Ministère sud-coréen des Terres, des Infrastructures et des Transports d'alors a lancé des appels d'offres pour exploiter des trains à grande vitesse pendant 15 ans sur les lignes Séoul–Busan et Séoul–Mokpo. L'objectif était de mettre fin au monopole de Korail, entreprise publique, et de créer une concurrence pour les trains KTX gérés par l'État, espérant ainsi améliorer la qualité du service et réduire les tarifs. La SR Corporation, fondée en 2014, a remporté la concession pour exploiter ces trains. Bien que Korail détienne 41 % de ses actions, un fonds de pension pour enseignants et deux banques coréennes possèdent conjointement 59 % des parts, ce qui permet à SR de fonctionner indépendamment du gouvernement et de Korail. En décembre 2016, la SR Corporation a officiellement lancé les services du SRT (Super Rapid Train), initialement entre Suseo et Busan sur une nouvelle ligne à grande vitesse,. En tant qu'opérateur à accès ouvert, SR a dû payer des frais d'accès aux voies plus élevés à Korea National Railway que ceux imposés aux services KTX de Korail, soit 50 % de son chiffre d'affaires contre 34 % pour le KTX. SR Corporation affirme que sa présence a accru la concurrence, réduisant les prix des billets et améliorant la qualité du service global, tout en contribuant au remboursement des dettes accumulées lors de la construction du réseau à grande vitesse en Corée,.

### Citations
1. ↑  Im 2020.
2. ↑  Lee 2004.
3. ↑  Pittman et Choi 2013.
4. ↑  Finger et Montero 2020, p. 137–138.
5. 1 2 3  Kim Hong-Kwon, « Railways in Korea with Korea National Railway », sur wbgkggtf.org, octobre 2023
6. ↑  (en) Seung Wha Chang et Won-Mog Choi, Trade Law and Regulation in Korea, Edward Elgar Publishing, 2011, 115 p. (ISBN 978-1-84980-957-3, lire en ligne)
7. ↑  (en) HWANG Sang-kyu and KIM Gunyoung et The Korea Transport Institute (South) Korea), 50 Praxes for Better Transport in Korea, 길잡이미디어,‎ 18 décembre 2014, 146 p. (ISBN 978-89-5503-657-2, lire en ligne)
8. ↑  Hyo-sik Lee, « Gov't, Korail clash over KTX privatization », The Korea Times,‎ 12 janvier 2012 (lire en ligne)
9. ↑  « Shareholders » [archive du 20 janvier 2021], sur srail.or.kr, Seoul, SR Co., Ltd, 2018 (consulté le 21 août 2021)
10. ↑  Andy Tebay, « Korea opens Suseo high-speed line » [archive du 20 janvier 2021], sur International Rail Journal, 9 décembre 2016 (consulté le 20 janvier 2021)
11. ↑  (ko) 윤보람, « 수서고속철 내달 9일 개통…117년만에 철도경쟁시대 열린다 », sur Yonhap News Agency,‎ 20 novembre 2016 (consulté le 17 janvier 2022)
12. 1 2  « KTX and SR merger faces rough prospects », The Korea Herald, 14 juillet 2017
13. ↑  Andy Tebay, « Supreme Rail merger with Korail postponed », sur International Rail Journal, 23 décembre 2022

## Liens Externes
- KNR official website (English)